# Helmuth Johann Schäper
Helmuth Johann Schäper (Münster, 30 oktober 1907 - ? ) was een Duitse militair die tijdens de Tweede Wereldoorlog voor de Sicherheitsdienst in het noorden van Nederland was gestationeerd. Hij was betrokken bij de executie van zeker 27 personen.

## Levensloop
Schäper volgde in zijn jeugd een opleiding tot bouwkundige en specialiseerde zich vervolgens in het aanleggen van sportvelden. In 1930 werd hij in zijn vrije tijd sportleraar bij de SA, de op militaire leest geschoeide tak van de NSDAP. In de periode van 1934 tot 1938 was hij verschillende keren meerdere maanden in militaire dienst. Schäper weigerde in 1938 als leider van een SA-compagnie om vijfentwintig joodse gezinnen uit te roeien en hun eigendommen te vernielen. Hij moest daarop voor een "ehregericht" verschijnen en werd als lid van de SA geschorst.
Kort na het uitbreken van de Tweede Wereldoorlog in september 1939 werd Schäper opgeroepen voor dienst. Hij maakte als militair de inval in Nederland en België mee. Na een motorongeval in juli 1940 keerde Schäper met een hersenschudding terug naar Duitsland. In december 1940 werd hij in Pretzch an der Elbe Kriminal-assistent en kwam in dienst van de Sicherheitsdienst. In augustus 1941 werd hij bij de SD in Delfzijl geplaatst. Hij was verantwoordelijk voor de controle van de schepen in de haven. In deze periode leerde hij Geessien Bleeker kennen die in Delfzijl bij haar ouders woonde. Zij had een seksuele relatie met Adolf Becker, een collega van Schäper.
Schäper werd in oktober 1943 overgeplaatst naar het Scholtenhuis in Groningen. Hij kwam daar te werken op de afdeling die zich bezig hield met onderduikers. Schäper werkte onder Wilhelm Lüdeke en later Ernst Knorr. Hij kwam Geessien Bleeker weer tegen tijdens een overval op 27 juli 1944 op de Turfsingel 51A dat het postadres van een knokploeg bleek te zijn. Bleeker was koerierster voor die knokploeg en werd ook aangehouden. Zij liep meteen over naar de Duitsers en gaf veel informatie prijs over andere leden van de verzetsgroep. Nog diezelfde avond arresteerden Schäper en Knorr Meindert Veldman en een aantal andere betrokkenen. 
Schäper vluchtte tegen het einde van de oorlog samen met Klaas Carel Faber via Delfzijl naar Borkum. Vandaar uit namen ze de boot naar Den Helder. Na de Duitse capitulatie meldde Schäper zich op het hoofdkantoor van de SD in Den Haag. Hij werd op 9 mei 1949 door het Bijzonder Gerechtshof in Leeuwarden veroordeeld tot een levenslange gevangenisstraf wegens zijn betrokkenheid bij drie Silbertanne-moorden en de deelname aan de executie van 25 mensen. Ook had hij een persoon, vermoedelijk Albertus Zefat, zelf doodgeschoten. Verder was hij betrokken geweest bij het martelen van mensen.
De Bijzondere Raad van Cassatie behandelde de zaak in september 1949. De procureur-generaal vond een deel van de bewijsvoering ongegrond. De straf van Schäper werd bijgesteld naar zestien jaar met aftrek van voorarrest. Hij werd in juli 1955 vrijgelaten en vertrok naar de Bondsrepubliek Duitsland.

## Slachtoffers
Schäper was betrokken bij de executie van de volgende personen
- 31 december 1943: B.H.J.W. Bosinga
- 25 april 1944 in Bedum: Jan Cornelis Dwarshuis en dezelfde dag in Zuidwolde Bront Heije Jacobus Willem Bossinga.
- 27 juli 1944 in Valthe: Albertus Zefat
- 7 september 1944 in Garmerwolde samen met Jozef Kindel: Geert Knol en Jan Schulenklopper
- 14 september 1944 in Doezum: Lubbe Renkema
- 19 september 1944 in de gemeente Odoorn: Johannes Wagenaar, Andries Wetsinga, Derk Nicolaas Breukelaar, Roelof Gjalt Radersma en Johannes Christiaan Borgdorff
- 27 september 1944 samen met Jozef Kindel: Cornelia Johanna van der Vlis en Lourens Touwen
- 6 november 1944 in Norg: Frederik Legger
- januari 1945 in Norg: Roelf Pentinga
- rond 8 april 1945 in de gemeente Norg: Johan Stoffels, Meint Zwerver, Sippe Dijkstra, Willem Cornelis Wardenaar, Hindrik van Dijk, Willem Jelle Berg, Arent Bosscher, Rienk Zwerver, Johan de Vries, Henk Bennink en Hotze Pieter de Jong